# 't Hof van Brussel
't Hof van Brussel ("La Cour de Bruxelles" en français) est un château historique situé dans l'ancien village de Woluwe-Saint-Lambert, à quelques mètres de l'église Saint-Lambert, à Bruxelles. Datant du XVe siècle, il combine bâtiments médiévaux et modifications du XIXe siècle, entouré d'un parc arboré avec un étang. Le domaine a été classé au patrimoine bruxellois en 1994.

## Histoire
Les origines précises du domaine restent inconnues, mais sa présence est attestée dès le XVe siècle. À partir du XVIe siècle, sa fonction agricole céda progressivement la place à un usage résidentiel et sa position au centre de l'ancien village laisse penser qu'il fut le siège d'exploitation d'une réserve domaniale. Au début du XVe siècle, il passe aux mains des Vandermeeren, seigneurs de Sterrebeek, puis devient propriété de la famille de Longueville, grâce aux Vandernoot.
Au XVIe siècle, il est détenu par la famille de Brouxelles. Bien que proche de la Cour et de Charles Quint, Philibert de Brouxelles (chambellan de Charles Quint) et sa famille n'ont probablement jamais habité la demeure, qui restait essentiellement un centre d'exploitation agricole.
Jusqu'à la fin de l'Ancien Régime, le domaine passa entre les mains de divers représentants de la noblesse locale, juristes, officiers ducaux ou membres des hautes assemblées des Pays-Bas méridionaux, sans jamais constituer une seigneurie.

### Propriété contemporaine
Au XXe siècle, après la Première Guerre mondiale, le domaine passa des mains de la famille Sloors à celles de Paul Frison avant d'être racheté par la famille Gérard en 1943. Le parc et les bâtiments ont été protégés par un classement en 1994. Le site, habituellement privé, est ouvert ponctuellement au public lors de visites de jardins.

## Architecture
Le domaine 't Hof van Brussel est composé de bâtiments en moellons couverts d'ardoises et entouré d'un vaste parc arboré avec un étang. L'ensemble présente un mélange de structures médiévales et de modifications du XIXe siècle.
Les bâtiments originaux, attestés dès le XVe siècle, formaient une ferme organisée autour d'une cour centrale accessible par un large portique, dont certains éléments sont encore visibles dans la partie médiane de la demeure actuelle. Au XIXe siècle, des interventions architecturales ont ajouté des pignons à gradins « à l'espagnole », deux tourelles circulaires et une tour octogonale. Le mur d'enceinte a connu plusieurs reconstructions au fil du temps.
La propriété inclut également des jardins et des arbres rares, caractéristiques des maisons de campagne bruxelloises de style néo-classique. La « Villa des tilleuls », érigée en 1837, constitue un exemple de cette influence néo-classique et a été classée avec son parc.